# Corrado Danzi
Corrado Danzi (Matera, 15 agosto 1954) è un politico italiano.

## Biografia
Medico specialista in allergologia e pneumologia, dal 15 giugno 2000 subentra al Senato della Repubblica in sostituzione di Giuseppe Brienza; nel corso dell'ultimo anno della legislatura è componente della 7ª Commissione permanente (Istruzione pubblica e beni culturali) e della 9ª Commissione permanente (Agricoltura e produzione agroalimentare).
Viene riconfermato Senatore anche nella legislatura successiva, in cui è Vicepresidente della 12ª Commissione permanente (Igiene e Sanità) oltre che membro della Commissione d'inchiesta sul Servizio Sanitario Nazionale.